# GTS-21
GTS-21（或称为3-(2,4-二甲氧基苯甲烯基)假木贼因，缩写DMXBA）是一种含氮有机化合物，分子式C
19H
20N
2O
2，为新烟裂碱（假木贼因）衍生物，可用作菸鹼型乙醯膽鹼受體的部分激动剂。